# Les Bordes (Yonne)
Les Bordes je francouzská obec v departementu Yonne v regionu Burgundsko-Franche-Comté. V roce 2011 zde žilo 537 obyvatel.

## Sousední obce
Dixmont, Malay-le-Grand, Noé, Vaumort, Villeneuve-sur-Yonne, Véron

## Vývoj počtu obyvatel
Počet obyvatel 